# 山形県立米沢興譲館高等学校
山形県立米沢興譲館高等学校（やまがたけんりつ よねざわこうじょうかんこうとうがっこう（英: Yamagata Prefectural Yonezawa Kojokan High School）は、山形県米沢市大字笹野に所在する公立高等学校。
公立の高等学校としては日本最古である。

## 概要
歴史
1886年（明治19年）創立の「私立米沢中学校」（旧制中学校）を前身とする。1948年（昭和23年）の学制改革により新制高等学校となった。現校名となったのは1956年（昭和31年）。2011年（平成23年）に創立125周年を迎えた。
なお1776年（安永5年）創立の藩校「興譲館」の流れを継承しているとされ、高校の創立年数とは別に創立年数が設定されており、節目に創立記念式典が行われている。2011年（平成23年）に創立235周年を迎えた。創基となる最初の学問所は1618年（元和4年）に開設されており、この時から数えて2024年で創立406年を数える。
校名の由来
「興譲館」という校名は、「大学」の一節「一家仁一国興仁、一家譲一国興譲」から採られた。興譲とは、譲を興す（おこす）と読み、「恭遜（きょうそん）の道を繁昌（はんじょう）さすること也」（細井平洲、建学大意）。
設置課程・学科
全日制課程 2学科
- 普通科
- 探究科（国際探究科・理数探究科）

2006年度（平成18年度）から、科ごとの募集を取り止め、一括募集としている。生徒は2年次から普通科・理数科を選択する。上記の変化に合わせ、同じく2006年度入試からは定員が240人から200人に削減、1クラス減となった。
また、2019年度（平成31年度）から、科ごとの募集を再開し、一年次から、探究科・普通科に分かれる。2年次から探究科は理数探究科・国際探究科を選択する。定員は今まで通りの200人である。
校歌
現校歌は創立70周年を記念して、現校名に改称した1956年（昭和31年）に制定された。作詞は浜田広介、作曲は細谷一郎による。歌詞は3番まであり、各番に校名の「興譲」が登場する。
同窓会
「米沢興譲館同窓会」と称している。

## 沿革
（ ）内の日付は旧暦を表す。
- 1618年（元和4年7月） - 上杉景勝家老直江兼続が禅林寺（現・法泉寺と文殊堂）に藩の学問所「禅林文庫」を創設。

藩校
- 1697年（元禄10年）
  - （6月15日） - 米沢藩第4代藩主上杉綱憲が「学問所」を建立。
  - （11月29日） - 元細工町（現・中央）の儒医職矢尾板三印に命じ、その邸内の聖堂を改造して『感麟殿』と命名。そばに学問所を建設し、孔子像の遷座式を挙行。
- 綱憲の没後、藩財政の逼迫と共に衰微。
- 1724年（享保9年） - 聖堂の祭祀、孔子を祀る釈奠が中止となる。
- 1771年（明和8年5月2日） - 第9代藩主上杉治憲（鷹山）が「学問所」を再興し、招聘した細井平洲（紀徳民）を馬場御殿の松桜館に迎え学生に講授（以後10か月間）。
- 1776年（安永5年）
  - （5月19日） - 学館が完成し、細井平洲により藩校「興譲館」と命名される。
  - （9月12日） - 細井平洲が再び米沢に入り、学則（先生施教弟子是則……）を揮毫。
  - （9月19日） - 細井平洲により学館で初めて書経が講じられる（授業を開始）。また釈奠が再興される。
- 1785年（天明5年） - 聖堂の扁額を『先聖殿』に改称。
- 1793年（寛政5年11月14日） - 屋代町（現・丸の内）御国産所内に医学堂「好生堂」が設立される。薬草園と共に医学書やオランダ製の外科器械類を整備。
- 1796年（寛政8年）
  - （9月6日） - 細井平洲が三たび米沢入り、上杉鷹山が関根の普門院まで出迎える。
  - （12月14日） - 通学生のために友于堂を建築。
- 1799年（寛政11年） - 服部正相（豊山）が学科試験を開始。
- 1807年（文化4年）3月 - 好生堂を興譲館構内に移転。上杉治憲は藩医を杉田玄白らの元に派遣し蘭学・医学を学ばせる。
- 1864年（元治元年）
  - （4月15日） - 西割出町（現・金池）から出火し、興譲館が類焼。
  - （11月6日） - 門東町講武所内に興譲館を再建。
- 1867年（慶応3年12月29日） - 徳川慶喜からの大坂（阪）出陣の要請を受け、上杉斉憲は各頭・諸役員・興譲館諸生から意見を聴取。
- 1869年（明治2年1月） - 兵士の屯所や仮病院に充てられていた学館の修復が完了し、興譲館の授業を再開。
- 1871年（明治4年）
  - （1月24日） - 興譲館好生堂内に洋学舎を創設し、慶應義塾出身の木村道之助ら3名を招聘し英語を教授。
  - （7月） - 廃藩置県により、米沢藩が廃止され、米沢県となる。これに伴い、藩学から県学となる。
  - （9月） - 米沢県、学校革新大旨を布達。興譲館は「四民一途人材教育の制度」を立て、皇学・洋学・医学・筆学・数学の5科を設置。
  - （11月2日） - 第1次府県統合により米沢県が廃止され、置賜県が発足。
- 1872年（明治5年10月17日） - 文部省布達（「従前の諸学校の儀一旦悉く可相廃止候」）により、県学としての興譲館は廃止される。学館は縮小して継続。

旧制中学校
- 1874年（明治7年）- 興譲館を旧・米沢藩士協立の「私立米沢中学校」と改称。上杉家寄贈資金の利子と授業料で経営。洋学科を外国語学校と改称。
- 1881年（明治14年）12月 - 屋代町上ノ丁（現・門東町）の元置賜県庁舎に移転。ともに外国語学校も屋代町に移転し統合。
  - 修業年限を4年とする。以後徴兵猶予の恩典と上級学校進学の資格が得られない状況が1893年（明治26年）まで続く。
- 1886年（明治19年）9月19日 - 中学校令（勅令15号）の施行により、変則中学校から正則中学校となる。これにより、1886年を創立年、9月19日を創立記念日とする。
  - 修業年限を5年（現在の中1から高2に相当）とする。
  - 北堀端片町（現・丸の内）に新校舎が完成し移転を完了。
  - 学校管理者（初代校長）に士族会会長の池田成章が就任。
- 1893年（明治26年）5月25日 - 県費補助を受けるため、山形県知事に移管の上、「米沢尋常中学校」に改称。県立同等の資格に認定される。
- 1895年（明治28年）5月2日 - 「米沢尋常中学校興譲館」と改称。
- 1900年（明治33年）4月1日 - 山形県に移管され、「山形県米沢中学校」と改称。 校友会（生徒会）として「興譲会」が発足。
- 1901年（明治34年）
  - 4月1日 - 「山形県立米沢中学校」と改称。
  - 9月19日 - 校舎を関東町（現・西大通）に新築移転。
- 1904年（明治37年）9月 - 戦時（日露戦争）記念林創設。舘山に植林事業を開始。
- 1909年（明治42年）
  - 6月13日 - 5年生43名が仙台方面修学旅行の帰途、赤岩駅付近で列車転覆事故に遭遇し7名負傷。この時、生徒が負傷者救護に従事。
  - 後日 - 負傷者救護の件で逓信大臣が来校の上、謝意を表明。
- 1925年（大正14年）4月24日 - 軍事教練のため軍事教官（将校）が配属される。
- 1926年（大正15年）5月1日 - 私立米沢中学校夜学校を併設。
- 1927年（昭和2年）6月14日 - 校歌を制定。作詞は五十嵐力、作曲は弘田龍太郎による。
- 1928年（昭和3年）- 後援会が発足。
- 1929年（昭和4年）1月29日 -「山形県立米沢興譲館中学校」と改称。
- 1936年（昭和11年）
  - 1月18日 - 積雪の重みにより講堂が倒壊。負傷者なし。
  - 9月18日 - 新講堂が完成。
- 1938年（昭和13年）6月9日 - 勤労奉仕活動が開始。翌1939年度以降、全生徒が近郊農村や報国農場（鬼面川河畔）への勤労奉仕に出動。
- 1940年（昭和15年）4月1日 - 併設の夜学校が山形県に移管され、山形県立米沢夜間中学校となる。
- 1943年（昭和18年）4月1日 - 中等学校令の施行により、この時の入学生から修業年限が4年となる。併設の夜間中学校を統合し、夜間課程とする。
- 1944年（昭和19年）9月 - 学徒動員で4・5年生が群馬県太田町の中島飛行機製作所へ出動。
- 1945年（昭和20年）
  - 3月 - 教育ニ関スル戦時非常措置方策の修業年限4年施行前倒しにより、5年生と4年生の合同卒業式を挙行。
    - 本来、中等学校令の施行された1943年（昭和18年）に入学した生徒が4年を修了する1947年（昭和22年）3月に修業年限4年が施行される予定であったが、戦況の悪化により、中等学校令の施行される前（1941年（昭和16年）・1942年（昭和17年））に入学した生徒にも修業年限4年が適用されることとなった。この時、1940年（昭和15年）入学の5年生と1941年（昭和16年）入学の4年生の合同卒業式が行われた。

  - 4月 - 学校での授業を停止。ただし勤労動員は継続。
  - 8月 - 終戦。
  - 9月 - 授業を再開。
- 1946年（昭和21年）4月1日 - 修業年限が5年に戻る（ただし4年修了時点で卒業することもできた）。
- 1947年（昭和22年）4月1日 - 学制改革（六・三制の実施）が行われる。
  - 旧制中学校の募集を停止。
  - 新制中学校を併設し（以下・併設中学校）、旧制中学校1・2年修了者を新制中学校2・3年生として収容。
  - 併設中学校は経過措置としてあくまで暫定的に設置されたため、新たに生徒募集は行われず、在校生が2・3年生のみの中学校であった。
  - 旧制中学校3・4年修了者はそのまま在籍し、4・5年生となった（ただし4年修了時点で卒業することもできた）。

新制高等学校
- 1948年（昭和23年）
  - 4月1日 - 学制改革（六・三・三制の実施）により旧制中学校が廃止され、新制高等学校「山形県立米沢第一高等学校」（男子校）が発足。
    - 通常制普通課程（修業年限3年）と定時制普通課程（修業年限4年）を設置。
    - 旧制中学校卒業者（5年修了者）を新制高校3年生、旧制中学校4年修了者を新制高校2年生、併設中学校卒業者（3年修了者）を新制高校1年生として収容。
    - 併設中学校を継承（名称:山形県立米沢第一高等学校併設中学校）し、在校生が1946年（昭和21年）に旧制中学校へ最後に入学した3年生のみとなる。
    - 後援会が改組され、教育振興会が設立される。

  - 5月 - 興譲会を「自治会」に改称。
- 1949年（昭和24年）
  - 2月 - 自治会歌を制定。作詞は星篤志、作曲は滝沢美恵子による。
  - 3月31日 - 併設中学校を廃止。
  - この年 - 米沢興譲館同窓会が復活。
- 1950年（昭和25年）
  - 4月1日 - 高校三原則に基づき、県内の公立高等学校の再編が行われる。
    - 山形県立米沢第四高等学校（女子校）と統合され、 総合制の「山形県立米沢高等学校」が発足。男女共学を開始。
    - 旧第一高等学校（旧制中学校）校舎を「西校舎」、旧第四高等学校（高等女学校）校舎を「東校舎」として使用を継続。

  - 5月25日 - 全校吾妻登山を開始。
  - 9月19日 - 高湯マラソン（本校 - 高橋間約16km、白布温泉1泊）を開始。
  - 10月1日 - 校章（帽章・襟章）を制定。
- 1952年（昭和27年）
  - 3月31日 - 定時制三沢東部分校を廃止。
  - 4月1日 - 統合が解消され、西校舎は「山形県立米沢西高等学校」となる。 東校舎は山形県立米沢東高等学校として分離独立。
- 1956年（昭和31年）
  - 3月15日 - 雑誌『興譲』第1号を発行。
  - 4月1日 - 「山形県立米沢興譲館高等学校」（現校名）と改称。
  - 9月19日 - 創立70周年を記念して新たに校旗と校歌を制定。校歌の作詞は浜田広介、作曲は細谷一郎による。
- 1957年（昭和32年）9月19日 - 体育後援会が発足。
- 1961年（昭和36年）3月31日 - 定時制広井郷分校を廃止。
- 1963年（昭和38年）
  - 3月31日 - 定時制窪田分校を廃止。
  - 4月1日 - 通常制普通課程を全日制課程普通科、定時制普通課程を定時制課程普通科に改称。
- 1964年（昭和39年）6月16日 - 新潟地震が発生。
- 1966年（昭和41年）
  - 8月 - 我妻栄寄付の奨学基金を基に、財団法人自頼奨学財団を設立。
  - 9月19日 - 全日制と定時制の同窓会を統合。
- 1967年（昭和42年）
  - 8月29日 - 羽越水害が発生。
  - 10月 - 全校生徒で羽越水害の被災地小松地区の稲刈り勤労奉仕に出動。
- 1968年（昭和43年）4月1日 - 全日制課程に理数科（1学級）を設置。
- 1981年（昭和56年）3月31日 - 定時制課程を廃止。
- 1986年（昭和61年）
  - 8月31日 - 現在地に体育館と柔剣道場が完成。
  - 9月19日 - 創立100周年（藩校興譲館創立210年）記念式典を挙行。
- 1987年（昭和62年）
  - 7月31日 - 現在地に新校舎が全面完成。
  - 10月20日 - 新校舎に移転を完了。
- 1988年（昭和63年）
  - 3月31日 - セミナーハウスが完成。
  - 11月8日 - 弓道場、テニスコートが完成。
- 1989年（平成元年）
  - 6月30日 - 部室棟2棟が完成。
  - 12月15日 - 駐輪場2棟が完成。
- 1991年（平成3年）4月 - 体育後援会を「体育文化後援会」と改称
- 1996年（平成8年）1月15日 - 北通り-新大橋線（学園ロード）が開通。
- 1997年（平成9年）9月10日 - 思索の森を造成。
- 2008年（平成19年）8月 - 新部室棟が完成。
- 2000年（平成12年）
  - 3月 - 東屋（あずまや）の建設と樹木45本の植栽により思索の森の整備が完了。
  - 7月 - 上杉鷹山生誕250年を契機に宮崎県立高鍋高等学校を親善訪問。以後、隔年で相互訪問交流。
  - 9月 - 藩学創設300年記念講堂が完成。
- 2002年（平成14年）4月 - 文部科学省「スーパーサイエンスハイスクール」研究指定校。（2004年度（平成16年度）末まで）。
  - 研究開発課題:「生涯にわたって科学的に思考し、創意工夫する力を育むための教育課程及び教育方法の研究開発」
- 2008年（平成20年）4月1日 - 普通科と理数科のくくり募集を開始。
- 2011年（平成23年）
  - 3月11日 - 東日本大震災の発生により、米沢市は震度5強で校舎に軽微な被害を受ける。3月28日まで生徒登校停止。
  - 9月1日 - 財団法人自頼奨学財団を公益財団法人自頼奨学財団として登記。
- 2012年（平成24年）4月 - 文部科学省「スーパーサイエンスハイスクール」研究指定校。（2016年度（平成28年度）末まで）。
  - 研究開発課題:「科学好きの裾野を広げ、科学技術系人材を育て、わが国の将来を担うサイエンス イノベーターの育成を目指す教育プログラムの研究開発。
- 2019年（平成31年）
  - 探究科の設置。

## 特色
- いわゆる生徒会にあたる、自治会という組織が活動を行っている。オープンスクールなどさまざまな行事が生徒主導で進められている。

## 学校施設
- セミナーハウスと呼ばれる宿泊施設があり、部活の合宿などに利用されている。
- 2000年に藩学創設300年を記念した講堂が建てられた。合唱祭やコンサート、講演会の際に使用される。

## 部活動
運動部
- 野球
- ソフトテニス（男・女）
- フェンシング
- 弓道
- 陸上競技
- 柔道
- 剣道
- ホッケー
- バレーボール
- バドミントン
- バスケットボール
- サッカー
- 山岳
- スキー
- 卓球
- 水泳

文化部
- CSSC(コアスーパーサイエンスクラブ)
- 調理科学
- 美術
- 音楽
- 吹奏楽研究クラブ
- 新聞・文芸
- ESS

## 交通
- JR東日本
  - 山形新幹線・奥羽本線（山形線）「米沢駅」より山交バス白布温泉行で「興譲館高校口」下車。
  - 米坂線「南米沢駅」より徒歩で約20分。

## 著名な出身者
卒業生
- 青木薫（翻訳家）
- 秋山武三郎（電気通信技術の専門家）
- 安部三十郎（米沢市長）
- 池田成彬（大蔵大臣・日本銀行総裁・三井合名筆頭株主常務理事）
- 宇佐美勝夫（東京府知事・内務官僚）
- 遠藤武彦（衆議院議員・第45代農林水産大臣）
- 大熊信行（経済学者・評論家・歌人）
- 大滝則忠（第15代国立国会図書館長）
- 大塚勝夫（経済学者・早稲田大学教授）
- 岡部史（翻訳家、児童文学作家）
- 星岳雄（経済学者・スタンフォード大学教授）
- 金子善次郎（衆議院議員・自治省大臣官房審議官）
- 河上清（社会主義者・在米ジャーナリスト）
- 雲井龍雄（幕末・明治維新の志士）
- 小関悠一郎（歴史学者・千葉大学准教授）
- 近藤鉄雄（元労働大臣）
- 高橋里美（哲学者）
- 浜田廣介（童話作家）
- 池田（原田）めぐみ（元フェンシング選手）
- 堀江守弘（スキーオリエンテーリング選手）
- 針重敬喜（編集者）
- 平田東助（内務大臣・農商務大臣）
- 舩山信一（哲学者、立命館大学名誉教授）
- 星秀一（伊藤忠食品社長）
- 堀内素堂（江戸時代の医学者）
- 眞島秀和（俳優）
- ますむらひろし（漫画家）
- 松野良寅（日本英学史学会会長）
- 皆川睦雄（元プロ野球選手）
- ラズウェル細木（漫画家）
- 我妻栄（民法学者・東京帝国大学教授）
- 山下源太郎（海軍大将）
- 黒井悌次郎（海軍大将）
- 南雲忠一（海軍大将）
- 上泉徳弥（海軍中将）
- 千坂智次郎（海軍中将）
- 今村信次郎（海軍中将）
- 片桐英吉（海軍中将）
- 下村正助（海軍中将）
- 小林仁（海軍中将）
- 近野信雄（海軍少将）
- 山田勇助（海軍少将）
- 山下知彦（海軍大佐）
- 下村忠助（海軍中佐）
- 工藤俊作（海軍中佐）
- 和田久馬（海軍少佐）
- 金藤晃一（カウンセラー）
- 佐藤源治（民俗学者、鶴岡市名誉市民）
- 渡部謙一（指揮者）
- 湯野川孝夫（自動車技術者、実業家）
- 樋口公一（実業家）
- 長谷川憲治（銀行家）
- 西野忠次郎（医学者、慶應義塾大学名誉教授）
- 佐藤寛次（農学者、農業経済学者、東京農業大学第3代学長）
- 江辺清夫（内務・警察官僚）
- 大沼保吉（造り酒屋経営者）
- 上泉秀信（劇作家、新聞記者）
- 北沢敬二郎（実業家）
- 桐生正幸（心理学者）
- 佐藤三郎（歴史学者、山形大学名誉教授）
- 佐野利器（建築家、構造建築学者）
- 田村哲（気象学者、海洋学者）
- 平貞蔵（思想家）
- 高橋勝兵衛（政治家）
- 椿貞雄（洋画家）
- 寺沢寛一（理論物理学者、数学者）
- 土佐林義雄（アイヌ民族研究者）
- 戸田虎雄（政治家）
- 長晴登（政治家）
- 南浩史（実業家、建設官僚）
- 志田晃一（医学物理学者）
- 瀬下秀夫（政治家）